# Rob Elder
Robert Elder (Suva, 25 april 1981) is een Fijisch voormalig boogschutter.

## Carrière
Elder speelde op de Olympische Zomerspelen in 2004, hij verloor in de eerste ronde van Park Kyung-Mo. In 2012 nam hij opnieuw deel, opnieuw was de eerste ronde het eind ditmaal tegen Kim Bub-min. Ook in 2016 geraakte hij niet voorbij de eerste ronde nu was Wei Chun-Heng te sterk.
Elder nam ook deel aan de wereldkampioenschappen in 2015 en 2019. In 2015 werd hij in de eerste ronde uitgeschakeld door Taylor Worth. Op de Pacific Games in 2019 won hij een bronzen medaille. Na de Pacifische Spelen in 2019 stopte hij met internationale competitie.

## Erelijst

### Pacific Games
- 2019:  Apia (individueel)